# Nathan Rotenstreich
Nathan Rotenstreich (en hebreo: נתן רוטנשטרייך‎); (Sambir, Imperio austrohúngaro, 31 de marzo de 1914 - Jerusalén, Israel, 11 de octubre de 1993) fue un profesor israelí de filosofía.

## Biografía
Nathan Rotenstreich nació en Sambir, Galitzia, Imperio austrohúngaro (posteriormente Polonia, actualmente Ucrania). Su padre, Ephraim Fischel Rotenstreich, era un destacado líder sionista y miembro del Sejm polaco, que influyó para que Nathan participe activamente en la organización juvenil sionista Gordonia.
Los miembros del movimiento estaban comprometidos con la realización de emigrar a Eretz Israel y unirse al movimiento kibutziano, permitiéndole el liderazgo del movimiento, estudiar en la Universidad Hebrea de Jerusalén. Al emigrar a Israel en 1932, a la edad de 18 años, comenzó sus estudios y durante sus vacaciones realizó trabajos agrícolas en el kibutz Hulda.
Rotenstreich estudió filosofía en la Universidad Hebrea de Jerusalén, recibiendo su doctorado en 1938. También estudió en la Universidad de Chicago y se unió a la facultad del Departamento de Filosofía de la Universidad Hebrea en 1950, donde fue profesor durante casi cuatro décadas. De 1958 a 1962 se desempeñó como Decano de la Facultad de Humanidades y de 1965 a 1969 como Rector de la Universidad.
Fue uno de los fundadores en 1961 de la Academia de Ciencias y Humanidades de Israel y en el momento de su muerte era su vicepresidente. Participó activamente en el establecimiento en 1973 del Comité de Planificación y Presupuesto del Consejo de Educación Superior de Israel, del que fue su primer presidente. En 1979, fue elegido miembro extranjero de la Academia Nacional de Educación de los Estados Unidos.
Participó activamente en la vida pública de Israel, fue miembro del partido Mapai durante un tiempo, expresando sus puntos de vista políticos en muchos artículos publicados en periódicos israelíes. Participó en debates públicos con David Ben Gurion junto con otros colegas sobre las opiniones de este último sobre el papel del Estado judío en la historia y también en el momento del asunto Lavon.
Fue uno de los impulsores y redactores de la carta solicitando el indulto para Adolf Eichmann, firmada conjuntamente por los profesores Martin Buber, Hugo Bergman, Akiva Ernst Simon y otros.
Escribió 80 libros y más de 1000 artículos en varios idiomas. Su hermano fue el abogado Joshua Rottenstreich. Su archivo personal está depositado en el Departamento de Archivos de la Biblioteca Nacional de Israel.
Falleció en Jerusalén en octubre de 1993. 

## Premios y distinciones
- En 1963, Rotenstreich recibió el Premio Israel de Humanidades[6] por sus obras y logros en filosofía.
- Premio Tchernichovsky por la traducción de las Críticas de Kant en 1964.
- En 1991, fue co-receptor (junto con Mordechai Altshuler) del Premio Bialik de Pensamiento judío.[7]
- La biblioteca del Instituto de Tecnología de Holon también lleva su nombre
- Creación de las Becas Nathan Rotenstreich para estudiantes de Doctorado sobresalientes de Humanidades son premiados cada año por el Comité de Planificación y Presupuesto del Consejo de Educación Superior
- En su memoria hay una plaza junto al Teatro de Jerusalén.
- En Beer Sheva hay una calle que lleva su nombre para marcar su contribución al establecimiento de la Universidad Ben-Gurión del Néguev.

## Obras publicadas
- Entre Pasado y Presente. Un ensayo sobre la historia. New Haven: Yale, 1958. Repr. Nueva York: Kennikat, 1973.
- El Humanismo en la Era Contemporánea. La Haya: Mouton, 1963.
- El patrón recurrente: estudios sobre el antijudaísmo en el pensamiento moderno. Londres: Weidenfeld y Nicolson, 1963.
- Espíritu y hombre: ensayo sobre el ser y el valor. La Haya: Nijhoff, 1963.
- Problemas básicos de la filosofía de Marx. Indianápolis: Bobbs-Merrill, 1965.
- La experiencia y sus estudios de sistematización en Kant. La Haya: Nijhoff, 1965. 2º enl. edición 1972.
- Sobre el sujeto humano: estudios de fenomenología de la ética y la política. Springfield: Thomas, 1966.
- Filosofía judía en tiempos modernos: de Mendelssohn a Rosenzweig. Nueva York: Holt, Rinehart y Winston, 1968. Repr. Prensa de la Universidad Estatal de Wayne, 1994.
- Filosofía: el concepto y sus manifestaciones. Dordrecht: Reidel, 1972.
- Tradición y realidad: el impacto de la historia en el pensamiento judío moderno. Nueva York: Random House, 1972.
- De la Sustancia al Sujeto: Estudios en Hegel. La Haya: Nijhoff, 1974.
- Filosofía, Historia y Política: Estudios de Filosofía de la Historia Inglesa Contemporánea. La Haya: Nijhoff, 1976.
- Teoría y práctica: un ensayo sobre las intencionalidades humanas. La Haya: Nijhoff, 1977.
- Práctica y Realización: Estudios en la Filosofía Moral de Kant. La Haya: Nijhoff, 1979.
- Ensayos sobre el sionismo y la condición judía contemporánea. Nueva York: Herzl Press, 1980.
- El Holocausto como Experiencia Histórica: Ensayos y Discusión Nueva York: Holmes and Meier, 1981.
- Wege zur Erkennbarkeit der Welt. Friburgo, München: Alber Verlag 1983.
- El hombre y su dignidad. Jerusalén: Magnes, 1983.
- Legislación y Exposición: Estudios en Kant y Hegel. Bonn: Bouvier Verlag Herbert Grundmann, 1984.
- Los judíos y la filosofía alemana. Nueva York: Schoken, 1984.
- Reflexión y Acción. Dordrecht: Nijhoff, 1985.
- Tiempo y sentido en la historia. Dordrecht: Reidel, 1987.
- Orden y Poder. Albany: SUNY, 1988.
- Alienación: el concepto y su recepción. Leiden: Brill, 1989.
- La inmediatez y sus límites: un estudio en el pensamiento de Martin Buber. Chur: Harwood, 1991.